# 大司樂
大司乐是西周时期的音乐组织，距今約3000多年历史。当时時西周贵族重视礼乐，视此成管治国家的器具。「大司乐」作为周朝的音乐机构，掌握着礼乐要职，培养王室和贵族子弟，也有一些是从民间选拔出來的优秀乐舞人才。
据《周禮‧春官‧大司樂》载，這个机构的官员和乐师有固定名額，多至1463人，各有专门职司，「大司乐」是机构最高官职，统管乐制、各种典礼、贵族的音乐教育、乐工的训练和管理等等，又名「大司成」。
礼乐教育的对象是“国子”，即王室的成员和贵族子弟。教学内容有用乐德、乐语、乐舞。乐德教育国子具备六种德行:忠诚、刚柔适中、恭敬、有原则、孝顺父母、友爱兄弟,用乐语教育国子掌握六种语言技巧:比喻、称引古语、背诵诗文、吟咏诗文、主动发言、回答叙述,用乐舞教育国子学会六代舞蹈: 黄帝时期的《云门》、尧时期的《大咸》，舜时期的《大韶》，夏禹时期的《大夏》，商汤时期的《大汉》和周武王时期的《大武》等舞蹈。
大司乐人员及职司如下：
大司乐──音乐的最高官职，总管音乐行政、乐制、各种典礼音乐的制定和实施、貴族的音乐教育、乐工的训练和管理等等。又名「大司成」。官阶为中大夫，共2人。
乐师──歌舞的总教習和总指揮。包括：大乐正（官阶为下大夫）4人，乐正（官阶为上士）8人，小乐正(官阶为下士)16人，共28人。
大胥──乐工的总监督，並管理人事及学生学籍，有中士4人；小胥──小胥掌管协助大胥发布征召学士的命令而考查人数是否到齐,用觥爵罚迟到者饮酒;巡视舞蹈的队列,而用教鞭责罚怠慢的人。，有下士8人。
大师──掌理审定六律、六吕,以调和阴声、阳声。大师有下大夫2人
小师──小师掌管教导替朦演奏鼓、鼗、祝、敌、埙、箫、管、琴瑟以及歌诗。小师有上士4人。
瞽矇──盲乐师，掌管演奏乐器以及歌唱,讽诵诗以及小史撰定的帝王家谱、世本等以劝诫王,弹奏琴瑟。以示赞美嘉言懿行。包括：上瞽（官阶为上士）40人；中瞽（官阶为中士）100人；下瞽（官阶为下士）160人，共300人。 
视瞭──瞽矇的副手，掌管凡有演奏时就摇动鼗,敲击颂磬、笙磐。掌管为大师悬挂乐器。有上士40人，中士100人，下士160人，共300人。
典同──掌管六律、六同的谐和,以辨别天地、四方、阴阳的声音,以调整各种乐器的声音，有中士2人。
磬师──掌管教导视瞭敲击编磬、编钟,教导他们敲击缦乐、燕乐演奏中的钟磬，有中士4人，下士8人。
钟师──掌管敲击钟镈,作为演奏的开端，有中士4人，下士8人。
笙师──教导视瞭以及演奏各种管乐器，有中士2人，下士4人。
镈师──演奏軍乐，有中士2人、下士4人。
韎师、──掌管东南民族的音乐舞蹈，有下士2人。
旄人──掌管教练民间选拔出来的善于舞乐的人,教练四夷舞乐，有下士4人。
籥师──掌管教导国子跳文舞，有中士4人。
籥章──掌管敲击土鼓和吹奏豳籥。，有中士2人，下士4人。
鞮鞻氏──掌管四方少數民族的音乐，有下士4人。
典庸器──保管及陈设乐器，有下士4人。
司干──保管及发送舞器，有下士2人。
府、史、胥──职员，共125人。
徒──工役或学工，共610人。男舞师有定额者16人，无定额者多人。
以上有定额人员共1463人，无定额者不计。